# シルヴィアーナ
『シルヴィアーナ -愛いっぱいの冒険者-』（シルヴィアーナ あいいっぱいのぼうけんしゃ｛リトルエンジェル｝）は、1988年8月10日に日本のパック・イン・ビデオから発売されたファミリーコンピュータ ディスクシステム用アクションロールプレイングゲーム。
主人公の「シルヴィアーナ」が、難病に苦しむ母親を救出する為、万病に効くと言われる薬を持つ人物を捜す冒険に出ると言う物語。戦闘システムは、先に発売されていた日本ファルコムの『イースI』と同様に「敵に体当たりする」方式のアクションゲームとなっている他、現況を一時的に保存できる「めもりーせーぶ」機能が搭載されている等、発売当時の流行に沿った仕様となっている。
1989年9月15日に、デモ画面追加等のグラフィック向上と、FM音源対応を含むサウンド強化が施された、MSX2移植版が発売された。

## ゲーム内容

### システム
- プレイヤーは、主人公「シルヴィアーナ」を操作し、襲い来る敵キャラクターに体当たりする事で、ダメージを与えて討伐する。その際、一定量の反撃ダメージも受け、HPがゼロになるとゲームオーバーとなる。
- 敵キャラを倒すと袋に入ったお金やアイテムが入手出来て、フィールドに点在する町に在る店へ出向き、武器と防具（盾）を買う事でパワーアップする。但し、袋の中には「毒に犯され移動速度が半分になってしまう」か「その場でHPがゼロになりゲームオーバーになる」罠アイテムも存在し、消費式対策アイテム「眼魔の目」を使用して回避する必要がある。
- フィールドは1画面毎にスクロールして切り替わるシステムを採用し、1画面内には必ず4匹の敵キャラクターが点在する。併せて、特定の場所には「喋る樹」が配置され、話し掛ける事によって体力が全快し、毒状態も回復する。
- 本作は「経験値」の概念が存在せず、キャラクターの成長はアイテム・武器・防具の取得によってのみ行われる。HP上限はダンジョン内に隠されたアイテム「はーと」の取得により上昇し、攻撃力や防御力は装備している武器と防具によって決定される。
- ゲームの進行状況は、原則ディスク自体にデータを書き込む「せーぶ」機能で永続的に記録保持するが、書き込みに時間が掛る不便さがある為、即時データ記録出来る「めもりーせーぶ」機能も用意されている。但し、後者は揮発性メモリに簡易記録している為、電源を切ると記録が消失する。
- キャラクターデザインは、シルヴィアーナ親子や点在する町の店員達こそ人間だが、敵キャラクターだけでなく、医者のミスタードッペル等はぬいぐるみの様な容姿の、本作オリジナル固有種族となっている。その種族名も「スネークペロペロ」や「ひらひらゴースト」等、擬音も用いた直感的命名となっており、可愛らしい世界観を形成している。
- テキストは、ステータス表記の一部に英語が用いられ、「シルヴィアーナ」のみカタカナ表記となっている以外は、全編ひらがな表記である。これは開発環境における制限の影響が大きいが、後述公式ストーリーや説明書のひらがな表記等から見て取れる様に、小学校低学年以下の子供がプレイする事への配慮も含まれ、その傾向は漢字使用が容易になっているMSX版にも引き継がれている。

## ストーリー
主人公シルヴィアーナは、お母さんと町外れの丘で暮らしていました。ある日、お母さんが不治の病にかかってしまいました。シルヴィアーナの必死の看病もむなしく、お母さんの容態は悪くなる一方でした。ところが、彼女はその病気を治す事ができる人がいるということを町の長老から知りました。そして、その人を捜すために冒険にでました。果たしてシルヴィアーナは、お母さんを不治の病から救うことができるのでしょうか？

## キャラクター
シルヴィアーナ
本作の主人公で、鮮やかな桜色の髪と瞳を持つ、明るく元気な可愛らしい少女。幼い頃に父親と死別し、現在は母親と二人暮し。ある日突然、病に倒れた母親の病気を治せる者を探し出す為、危険な冒険に旅立つ事を決意する。
お母さん
シルヴィアーナの唯一の肉親で、女手一つで娘を育て上げた。病に倒れ、家で寝込んでいる。ちなみに、ゲームプレイ中にシルヴィアーナが母に会うと、母の姿を見て奮い立つため、HPが全快する。
ミスター・ドッペル
「どんな病気も治す事の出来る薬を持つ」お医者さん。彼に会い薬を譲ってもらうのが本作の目的である。白衣こそ着用しているが、シルヴィアーナ親子の様に人間ではなく、どちらかと言うと敵キャラに近い姿をしている。

## 移植版
| No. | タイトル       | 発売日        | 対応機種       | 開発元               | 発売元               | メディア                       | 型式  | 備考       |
| --- | -------------- | ------------- | -------------- | -------------------- | -------------------- | ------------------------------ | ----- | ---------- |
| 1   | シルヴィアーナ | 1989年9月15日 | MSX2/2+/turboR | パック・イン・ビデオ | パック・イン・ビデオ | 3.5インチ2DDフロッピーディスク | MS-26 | FM音源対応 |

MSX2版
- FCD版より操作性が向上した事に沿ってか、自称ゲームジャンルが「スーパーリアルタイムアクションRPG」となった。
- ロード・セーブ画面やステータス表示画面等、多くの項目に「シルヴィアーナ」のイラストが表示される。また、アイテムや装備品も『イースシリーズ』の様なアイコン表示に変更されている。
- キャラクターデザイン・原画・グラフィックに加え、MSXキーボード操作に適したゲームバランス調整を、アニメーターのいまざきいつきが担当した[3][4]。

## 評価
- ゲーム誌『ファミコン通信』の「クロスレビュー」では合計21点（満40点）となっている[5]。

- ゲーム誌『ファミリーコンピュータMagazine』の読者投票による「ゲーム通信簿」での評価は以下の通りとなっており、14.80点（満25点）となっている[6]。

| 項目 | キャラクタ | 音楽 | 操作性 | 熱中度 | お買得度 | オリジナリティ | 総合  |
| 得点 | 3.20       | 2.90 | 3.00   | 2.90   | -        | 2.80           | 14.80 |

- ゲーム誌『ユーゲー』においてライターの卯月鮎は、経験値が存在しないシステムにはなっているが、お金を貯めるためには敵を倒し続けなければならない事に関して「敵を倒しては家に帰って回復、という作業を繰り返さなければならないため、やはり経験値稼ぎと苦労は変わらない」と否定的に評価した[7]。また、操作性やキャラクター動作に関しても「キレがない」と苦言を呈しているが「忍耐強く、ちくちくと遊ぶのが好きな人にはいいかもしれない」と主張した[7]。